# Policía de la provincia de Santa Cruz (Argentina)

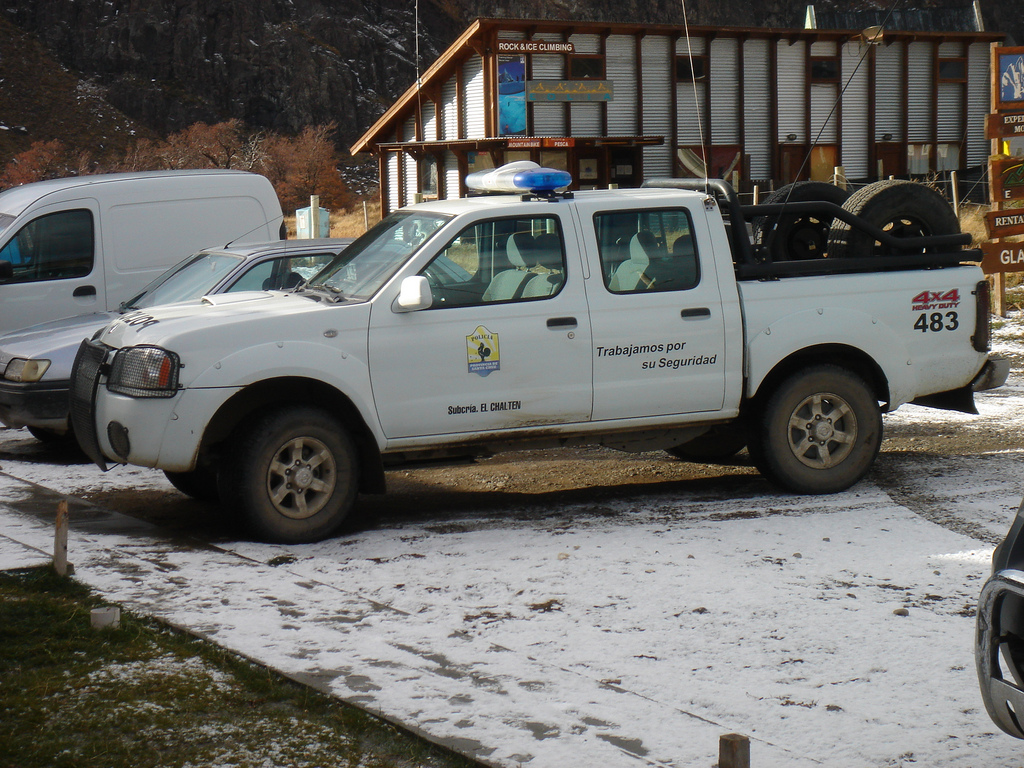
Vehículo de la Policía de la provincia de Santa Cruz en la localidad de El Chaltén

La Policía de Santa Cruz, una de las 23 policías provinciales existentes en la Argentina, está a cargo de la seguridad pública de los habitantes de la provincia de Santa Cruz.

## Historia
Data de la creación de una colonia pastoril en enero de 1878 por decreto del Presidente de la Nación Dr. Nicolás Avellaneda. En octubre de ese año mediante ley Nº 954 se creó la Gobernación de la Patagonia. En enero de 1880, mediante decreto, se dispuso la designación de un Comisario de la Colonia, el cual se haría cargo de la Comisaría de Inmigración, deparado al ciudadano Ignacio Peralta Martínez quien no ocupó el cargo.
En octubre de 1884 mediante ley 1532 se crean los Territorios Nacionales de Misiones, Formosa, Chaco, La Pampa, Río Negro, Chubut, Neuquén, Santa Cruz y Tierra del Fuego. Ese año, el presidente Julio Argentino Roca y su ministro del Interior, Bernardo de Irigoyen, decretaron como gobernador del Territorio de Santa Cruz al sargento mayor Carlos María Moyano, quien también ejercía el cargo de Comandante en Jefe de la Gendarmería, Policía y Guardia Nacional, y designaría un Comisario de Policía en cada distrito.
En junio de 1885 fueron nombrados como Secretario de la Gobernación, el Teniente de Fragata Cándido Eyroa, como escribiente y encargado de Mesa de Entradas, Nicolás Dávila. Eduardo Rivadavia fue designado como Jefe de Policía y como Comisarios Auxiliares de Policía a Joaquín Sayanca en Río Gallegos y a José Gemir en Puerto Deseado.
En 1921, la Policía estuvo implicada en la grave represión liderada por el Ejército Argentino contra los peones rurales en huelga, en “la Patagonia Trágica”.
4 de junio de 1936 se creó la Escuela de Cadetes de Policía de la Gobernación de Santa Cruz, llamada un año después con el nombre de “Coronel Ramón L. Falcón”
En 1946 se creó el Estatuto Orgánico de la Policía del Territorio y al año siguiente la Unidad Primera de Bomberos; se cerró la Escuela de Policía y comenzó a funcionar el Colegio Policial. Tres años más tarde reabrió sus puertas la Escuela de Policía.
En 1954 ingresaron a la Escuela de Cadetes del Territorio las primeras mujeres como aspirantes a cadete y, al año siguiente, se declaró como Provincia Patagonia con capital provisoria a la ciudad de Río Gallegos. 
El 14 de noviembre de 1956 el Interventor Dn. Pedro Priani creó la Policía de la Provincia Patagonia que al año siguiente pasó a llamarse Provincia de Santa Cruz. En 1958, durante el gobierno del Dr. Mario Cástulo Paradelo, la escuela recibió el nombre del primer Jefe de Policía del Territorio, “Eduardo Rivadavia”.
En 1971 se sancionó la Ley 688 “Orgánica de la Policía de la Provincia de Santa Cruz”, que reemplazó a la de 1958 y que se encuentra vigente.
El 14 de marzo de 1972, bajo el mando del Gobernador de la Provincia Fernando Diego Garcia se sancionó la Ley 746, para el Personal Policial. El 17 de enero de 1974 el gobernador Jorge Cepernic instituyó por decreto a la Escuela de Policía el nombre de “Comisario Inspector (R) Eduardo Victoriano Taret”.